# Sigge Parling
Sigvard Parling dit Sigge Parling, est un footballeur suédois, né le 26 mars 1930 à Valbo et mort le 17 septembre 2016.

## Biographie
Sigge Parling a évolué au poste de milieu de terrain gauche. Il a remporté à deux reprises le championnat de Suède avec Djurgårdens IF, en 1955 et 1959. Il a fait partie de l'équipe nationale suédoise qui s'est distinguée lors de la Coupe du monde 1958, en accédant à la finale face au Brésil, perdue sur le score de 5 à 2.